# Rue Alain
La rue Alain est une voie du 14e arrondissement de Paris, en France.

## Situation et accès
La rue Alain est une voie publique située dans le 14e arrondissement de Paris. Elle débute au 19, place de Catalogne et se termine au 76, rue Vercingétorix.

## Origine du nom

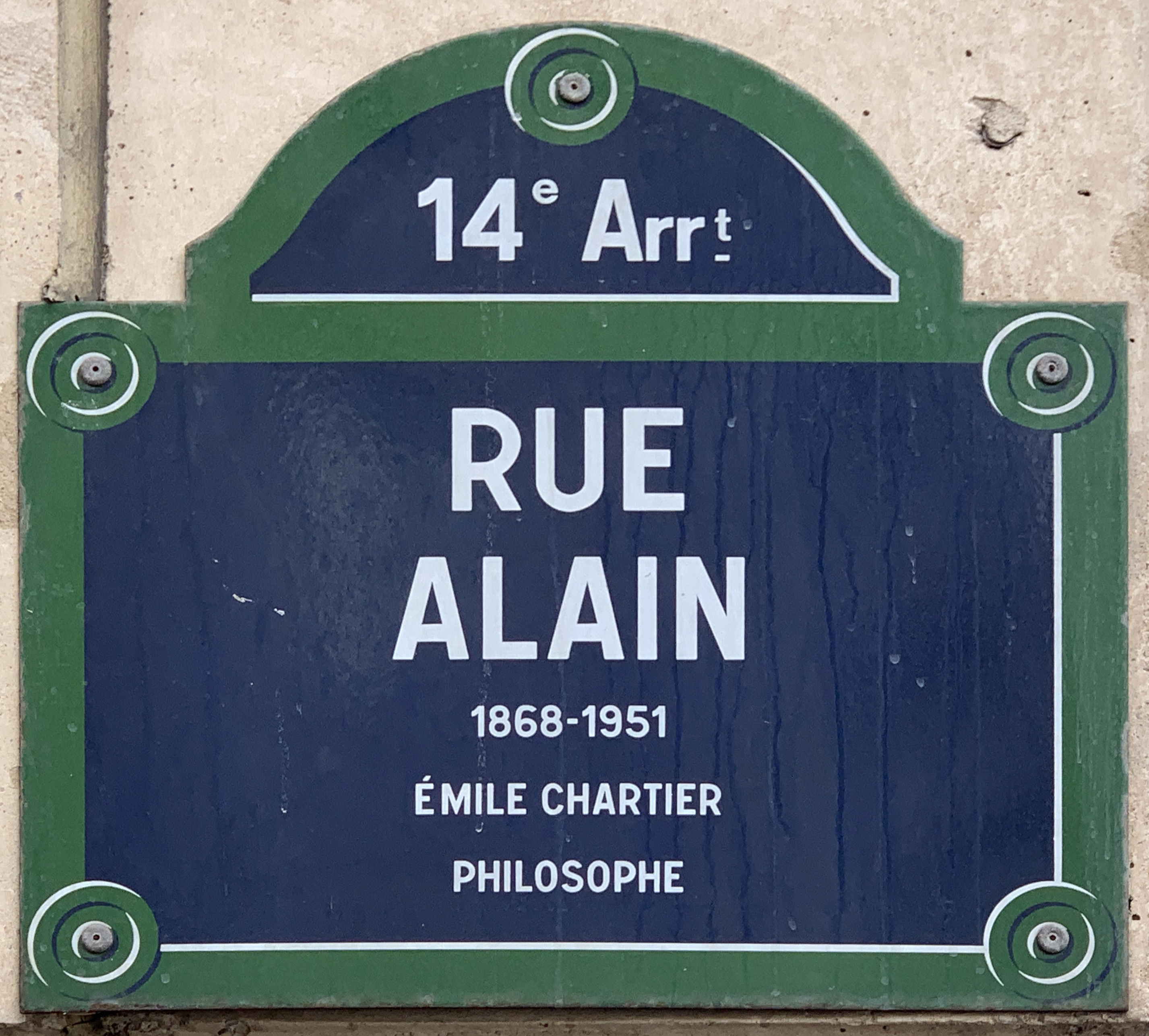
Plaque de la rue.

Elle fut baptisée du nom du philosophe Alain.

## Historique
Cette rue est créée dans le cadre de l'aménagement de la ZAC Guilleminot-Vercingétorix et de la ZAC Jean-Zay sous le nom provisoire de « voie T/14 » et reçoit un toponyme le 3 septembre 1985.

## Bâtiments remarquables et lieux de mémoire
- No 32 : le peintre Henri Rousseau (1844-1910), dit « le Douanier Rousseau », y vécut en 1910[1].